# Matsya

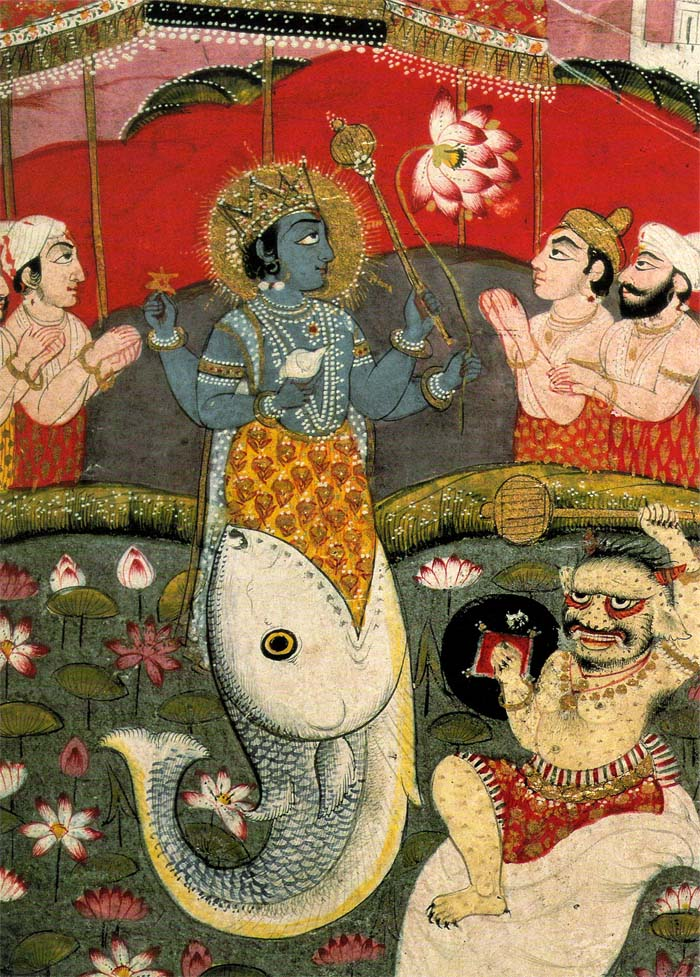
Matsya

Matsya (Sanskrit मत्स्य, IAST matsya m., deutsch Fisch) ist ein mythischer Fisch im Hinduismus und der erste Avatara des Gottes Vishnu. Die Puranas berichten darüber in verschiedenen Versionen. 

## Mythologie
Laut verschiedenen Erzählungen in den Puranas schläft der Gott Brahma nach Ende eines Schöpfungszyklus bis zum Beginn des folgenden Zyklus 4320 Millionen Jahre lang – eine Brahma-Nacht. In einer Version ist es der pferdeköpfige Dämon Hayagriva der ihm in dieser Zeit die Veden raubt, die er mithilfe Vishnus in seiner Form als Fisch zurückerhält.
Gemäß dem Padma-Purana stahl dagegen ein Dämon (Asura) namens Shankhasura dem Brahma während seines langen Schlafes die Veden. Aufgrund dieses Verlustes ging mit der Zeit auch die Rechtschaffenheit der Menschen verloren und ihr Leben wurde von allerlei Lastern überschattet. Brahma und die anderen Himmlischen beteten zu Vishnu und baten ihn um Hilfe. Shankhasura hielt sich mit den gestohlenen Veden in seiner Unterwelt versteckt, auf dem Grunde des Ozeans, verborgen in einem Schneckenhorn namens Panchajanya. Aufgrund der Bitten erschien Vishnu in der Gestalt eines großen Fisches, Matsya, und tötete den Dämon. Darauf blies er das Schneckenhorn Shankhasuras und es ertönte der Klang „Om“, aus welchem die Veden zurückkehrten, denn ohne diese hätte Brahma die Welten nicht neu erschaffen können. Seitdem gilt das Schneckenhorn, eines der Symbole Vishnus, als sichtbares Zeichen dieses Sieges. Brahma erwachte, und Vishnu – in Gestalt von Matsya – übergab ihm die Veden. Eine neue Schöpfung konnte beginnen.
Nach dem Matsya-Purana und dem Bhagavata-Purana rettete Vishnu in seiner Fischinkarnation den Weisen Manu in einer Arche vor der Sintflut und bewahrte dadurch die Welt vor dem Untergang. Die Erzählung handelt von König Satyavrata Manu, der für Tausende von Jahren Askese geübt hatte. Als er im Fluss Wasser schöpfen wollte, sei ein kleiner Fisch in seine Hand geschwommen. Gerade als er ihn ins Wasser zurückwerfen wollte, bat dieser, ihn vor den Gefahren des Flusses zu retten. Manu gab den Fisch in einen kleinen Topf mit Wasser. Doch augenblicklich wurde er größer und der Topf war zu eng. Da warf Manu den Fisch in einen Brunnen, wo er weiter wuchs. So brachte er ihn in einen See und letztlich in den Ozean. König Satyavrata erkannte nun, dass es sich hier um Vishnu selber handeln musste, der die Gestalt eines Fisches angenommen hatte. Daraufhin gab sich Vishnu zu erkennen: „Oh König, in sieben Tagen werden die drei Welten vom Ozean der Vernichtung überflutet. Ich werde dir ein riesiges Boot senden. Sammle bis dahin alle Arten von Kräutern und Samen und steige mit den sieben großen Rishis (den Weisen Kashyapa, Atri, Vasishtha, Vishvamitra, Gautama, Jamadagni, Bharadvaja) und allen Arten von Lebewesen in das riesige Boot. Du wirst frei von Betrübnis über den Ozean der Vernichtung reisen und nur das Licht der sieben Rishis wird die Dunkelheit durchbrechen. Ich bleibe immer in deiner Nähe, und wenn das Boot dann von den Stürmen hin und her geworfen wird, binde es mit Vasuki (eine riesige mythische Schlange) an mein Horn. Ich werde das Boot mit dir und den Heiligen solange durch den Ozean der Vernichtung ziehen, bis Brahma aus seinem Schlummer erwacht.“ (Bha 8.24.32-37)
Der ausgewachsene Fisch-Avatar Matsya wird im Bhagavatapurana folgendermaßen beschrieben: „Während der König über den Herrn meditierte, erschien vor ihm im riesigen Ozean der Vernichtung ein großer, golden schimmernder Fisch mit einem Horn. Er war eine Million Yojanas lang (ca. 13 Millionen Kilometer).“ (Bha 8.24.44)
Während der Reise durch den tobenden Ozean teilte der Fisch Manu seine Lehre mit, die Inhalt des Matsyapurana ist.